# Línea 3 (Urbanos de Arganda del Rey)
La línea 3 de la red de autobuses urbanos de Arganda del Rey unía de forma circular el casco urbano con los Recintos Feriales.

## Características
Fue puesta en servicio el 8 de octubre de 2021 coincidiendo con el cambio de emplazamiento del mercado semanal de Arganda, del casco histórico a los Recintos Feriales, durante la pandemia del COVID-19.
Fue suprimida el 24 de febrero de 2023, una vez que regresó el mercado a su ubicación original.
La línea mantenía los mismos horarios todo el año (exceptuando las vísperas de festivo y festivos de Navidad). Sólo circulaba los viernes, fueran laborables o festivos.
La línea circulaba exclusivamente por el término municipal de Arganda del Rey. Como bien se expresa en la numeración interna del CRTM, recibía el número 3014. El primer dígito corresponde a la línea, en este caso la línea 3. Y los últimos tres dígitos corresponden al municipio por el que circulaba, en este caso 014 corresponde al municipio de Arganda del Rey.
Estaba operada por ALSA mediante la concesión administrativa URCM-014 - Urbano de Arganda del Rey (Urbanos Comunidad de Madrid) del Consorcio Regional de Transportes de Madrid.

## Horarios
| Viernes (laborables y festivos) |       |       |       |       |       |
| L3 Circular Recintos Feriales   |       |       |       |       |       |
| 08                              | 09    | 10    | 11    | 12    | 13    |
| 30                              | 00 30 | 00 30 | 00 30 | 00 30 | 00 30 |

Paso por la avenida del Ejército aproximadamente 13 minutos después de su salida de los Recintos Feriales. Duración del recorrido circular completo aproximadamente 20 minutos.

## Recorrido y paradas
| Código | Parada                                 | Común con                                       | Conexión con Metro |
| ------ | -------------------------------------- | ----------------------------------------------- | ------------------ |
| 20816  | Recinto Ferial - Camino de Alcalá      | 285                                             |                    |
| 07462  | Ctra. Loeches - Parque                 | 1 2 312 312A 313 320 326                        |                    |
| 10665  | Ctra. Loeches - Dr. Escribano Ortiz    | 1 2 312 312A 313 320 321 322 326 350A 350B 350C | Arganda del Rey    |
| 10633  | Av. Ejército - Pol. Ind. San Sebastián | 1 312 312A 321 322 330 350A 350B 350C           |                    |
| 07454  | Av. Ejército - Vereda del Melero       | 1 312 312A 313 321 322 330 350A 350B 350C       |                    |
| 10634  | Av. Ejército - Casa del Rey            | 1                                               |                    |
| 07455  | Av. Ejército - Pza. Bienvenida         | 1 312 312A 313 321 322 330 350A 350B 350C       |                    |
| 07461  | Ctra. Loeches - Zoco                   | 1 312 312A 313 320 321 322 330 350A 350B 350C   |                    |
| 20816  | Recinto Ferial - Camino de Alcalá      | 285                                             |                    |